# 大果人面子
大果人面子（学名：Dracontomelon macrocarpum）是漆树科人面子属的植物，为中国的特有植物。分布于中国大陆的云南等地，生长于海拔1,200米的地区，一般生长在混交林内，目前尚未由人工引种栽培。

## 别名
马个（西双版纳傣语）